# رابرت کندریک
 رابرت کندریک (انگلیسی: Robert Kendrick؛ زاده ۱۵ نوامبر ۱۹۷۹) یک تنیس‌باز اهل ایالات متحده آمریکا است.